# ماريان فريتز
ماريان فريتز (بالألمانية: Marianne Fritz)‏ (و. 1948 – 2007 م) هي كاتِبة نمساوية، ولدت في فايتس، توفيت في فيينا، عن عمر يناهز 59 عاماً، بسبب سرطان.

## جوائز
حصلت على جوائز منها:
- Franz-Kafka-Preis  [لغات أخرى]‏ (2001)
- جائزة الفن النمساوي للأدب  [لغات أخرى]‏ (1998)
- الجائزة الأدبية لمدينة فيينا  [لغات أخرى]‏ (1994)[8]
- الجائزة الأدبية لشتايرمارك  [لغات أخرى]‏.

## روابط خارجية
- ماريان فريتز على موقع مونزينجر (الألمانية)